# Кукин, Аркадий Петрович
Аркадий Петрович Кукин (1914—1944) — сержант Рабоче-крестьянской Красной Армии, участник Великой Отечественной войны, Герой Советского Союза (1945).

## Биография
Аркадий Кукин родился 14 августа 1914 года в посёлке Вятские Поляны (ныне — город в Кировской области). После окончания начальной школы и курсов мотористов работал на родине. Позднее, отслужив в погранвойсках, работал на золотых приисках в Казахской ССР. В августе 1941 года Кукин был призван на службу в Рабоче-крестьянскую Красную Армию и направлен на фронт Великой Отечественной войны. Участвовал в Сталинградской битве, был тяжело ранен. К октябрю 1944 года сержант Аркадий Кукин командовал орудием 877-го гаубичного артиллерийского полка 25-й гаубичной артиллерийской бригады 7-й артиллерийской дивизии прорыва 46-й армии 2-го Украинского фронта. Отличился во время освобождения Венгрии.
30 октября 1944 года под городом Кечкемет Кукин участвовал в отражении массированной немецкой контратаки. Противостоящие советским артиллеристам войска насчитывали около 40 танков при поддержке мотострелков. Выкатив своё орудие на прямую наводку, расчёт Кукина уничтожил 3 танка. Оставшись у орудия один, раненный в ноги, Кукин продолжал вести огонь, уничтожив самоходную артиллерийскую установку. Когда орудие было разбито, Кукин продолжал отстреливаться из личного оружия, а последним патроном застрелился, не желая попадать в плен.
Указом Президиума Верховного Совета СССР от 24 марта 1945 года за «образцовое выполнение боевых заданий командования на фронте борьбы с немецкими захватчиками и проявленные при этом мужество и героизм» сержант Аркадий Кукин посмертно был удостоен высокого звания Героя Советского Союза.

## Награды
- Медаль «За боевые заслуги» (27.9.1943)[2]
- Герой Советского Союза (орден Ленина и медаль «Золотая Звезда»; 24.3.1945)[1].

## Память
В честь Кукина названа улица в Вятских Полянах.